# Yevguéniya Kanáyeva
Yevguéniya Olégovna Kanáyeva (en ruso: Евгения Олеговна Канаева,  Omsk, Unión Soviética; 2 de abril de 1990) es una exgimnasta rítmica rusa. Es la gimnasta rítmica individual más laureada de la historia, al contar en su palmarés con dos oros olímpicos (Pekín 2008 y Londres 2012) y haber sido 17 veces campeona del mundo y 13 veces campeona de Europa. En diciembre de 2012 Kanaeva anunció su retirada y fue nombrada Vicepresidenta de la Federación rusa de gimnasia rítmica.
Kanáyeva ganó su primer oro olímpico en Pekín, con una puntuación final de 75,500 (cuerda: 18,850; aro: 18,850; mazas: 18,950 y cinta: 18,850), en el Campeonato Europeo de 2009 celebrado en Bakú (Azerbaiyán), ganó las 5 medallas de oro de 5 posibles. En el Mundial celebrado ese mismo año en Mie (Japón) se hizo con los 6 oros en juego, convirtiéndose en la única gimnasta de la historia en conseguir tal hazaña. En el Campeonato Mundial celebrado en 2011 en Montpellier (Francia), volvió a coronarse repitiendo el éxito conseguido dos años atrás haciéndose de nuevo con los 6 oros posibles. En los Juegos Olímpicos de Londres 2012 defendió su título siendo la única gimnasta que superó los 29 puntos en tres de las cuatro rutinas (Aro: 29,350; pelota: 29,200; mazas:29,450 y cinta: 28,900), finalizando con una puntuación final de 116,900. Es una de las cuatro gimnastas rítmicas que ha sido 3 veces campeona mundial en el concurso general (también lo fueron María Gigova, María Petrova y Yana Kudriávtseva), siendo únicamente superadas por los 4 títulos de Dina Averina.

## Carrera

### Niñez
Su abuela, fan de la gimnasia rítmica y patinadora artística introdujo a la pequeña Kanáyeva de 6 años en el mundo de la gimnasia rítmica. Su primera entrenadora, Elena Arais (hija de su entrenadora actual, Vera Shtelbaums), se quedó impresionada con el entusiasmo que Kanaeva mostraba por aprender nuevos y difíciles elementos. A Shtelbaums, que también trabajaba en el mismo centro de entrenamiento, le llamó la atención el hecho de que Kanaeva se quedara largas horas practicando en el gimnasio aun cuando el resto de las gimnastas ya se habían ido y mientras su abuela la esperaba en un corredor oscuro y frío para llevarla a casa. Además de su pasión por la gimnasia rítmica, la pequeña Kanaeva fue apodada "Madre Teresa" por las entrenadoras y los padres de otras gimnastas dada su amabilidad y preocupación por los demás
A la edad de 12 años Kanáyeva fue seleccionada junto con otras gimnastas de Omsk para realizar una prueba en Moscú. Su demostración llamó la atención de Amina Zaripova, en aquel momento seleccionadora júnior. Kanáyeva fue entonces invitada a formar parte del "Colegio de la Reserva Olímpica de Moscú". Con Shtelbaums también en Moscú, como entrenadora personal de Irina Tchachina, puso parte de su atención en Kanaeva, lo que la ayudó a mejorar rápidamente. En 2003 Kanáyeva representó al Club Gazprom como gimnasta júnior en la Copa del Mundo (también llamada Aeon Cup) en Japón haciendo equipo con Irina Cháshchina y Alina Kabáyeva y ganando el título en la categoría júnior. Al mismo tiempo, la seleccionadora y presidenta de la Federación Rusa de Gimnasia Irina Víner, mujer de Alisher Usmanov, seleccionó a Kanaeva para entrar en Novogorsk, centro de alto rendimiento en Moscú para todas las gimnastas del equipo nacional.

### En alza
El ascenso de Kanáyeva dentro de equipo sénior no fue fácil debido a la gran riqueza de gimnastas del equipo ruso. Desde los Juegos Olímpicos de Atenas 2004 en los que Kabaeva y Cháshchina ganaron el oro y la plata respectivamente, Olga Kapranova y Vera Sessina empezaron a posicionarse como las líderes del equipo. Con Kabaeva todavía en activo, no hubo sitio para Kanáyeva hasta el año 2007.
En el verano de 2007, Kabaeva, Kapranova y Sessina fueron elegidas para representar a Rusia en el campeonato de Europa de Bakú, Azerbaiyán. Debido a una lesión, Kabaeva tuvo que retirarse en la víspera de la competición y la joven Kanaeva de 17 años fue seleccionada por Viner para suplir su baja y compitió con la cinta. A pesar de conocer la noticia de que iba a competir justo el día antes, Kanaeva no defraudó a sus entrenadoras y fanes y logró ganar la medalla de oro en su debut en un campeonato europeo. Además, consiguió también el oro en la competición por equipos, que Rusia dominó con una gran ventaja. Unos pocos meses después, Kanaeva fue parte del equipo ruso que ganó el oro en la competición por equipos en el mundial de Patras, Grecia.
(En gimnasia rítmica se otorgan medallas por aparatos, por equipos sumando las notas de cada gimnasta y en general sumando las notas de cada aparato).

### Temporada olímpica 2008

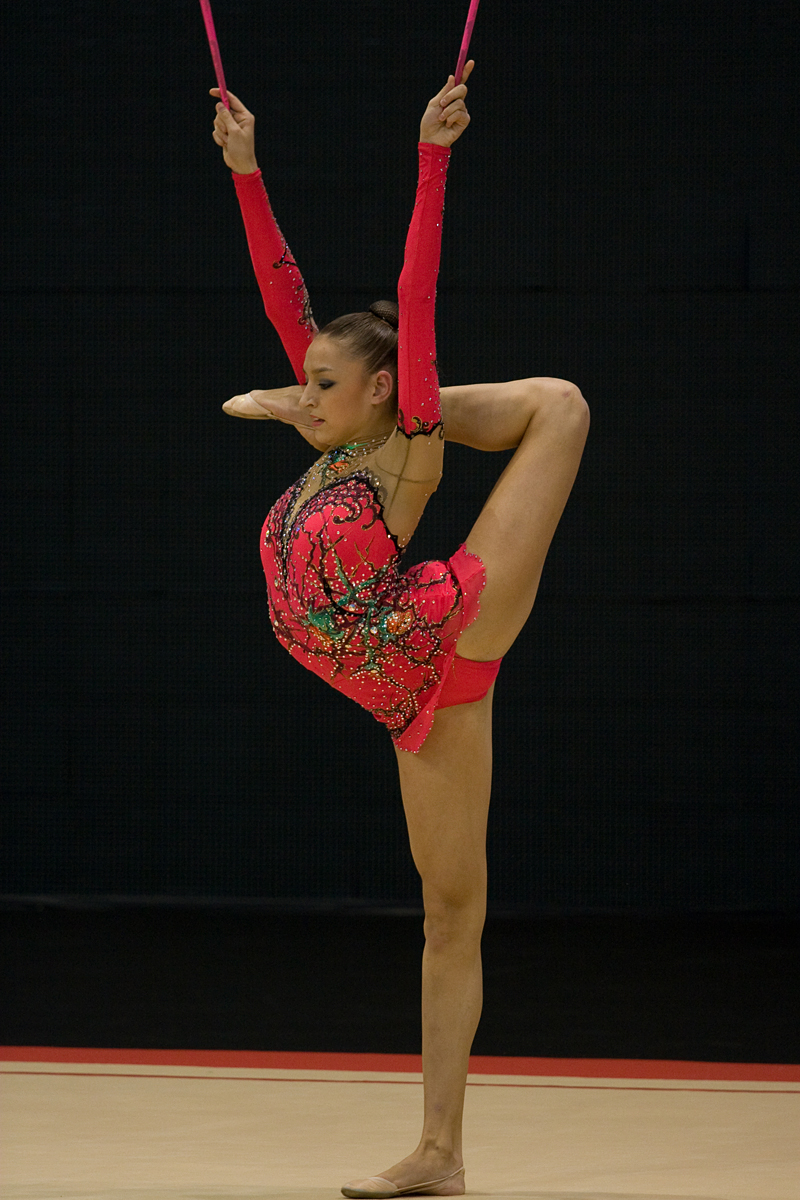
Kanaeva en 2008.

Con la creciente oportunidad de participar en los Juegos Olímpicos de Pekín 2008, los ejercicios de Kanaeva fueron montados con elementos de gran dificultad y con músicas especialmente escogidas para mostrar su grandeza. Entre las músicas se encuentra la famosa canción " Noches en Moscú" (Подмосковные вечера) en una versión instrumental de piano con la que Kanaeva deleitó en el ejercicio de cinta.
Kanáyeva comenzó la temporada 2008 a la sombra de sus compatriotas Olga Kapranova, Vera Sessina y la gimnasta ucraniana por aquel entonces campeona mundial, Anna Bessonova. Sin embargo, a media temporada, Kanaeva empezó a mostrar una gran estabilidad ganando todas las clasificaciones generales en todos los grand prix y copas del mundo así como el campeonato nacional ruso. En el campeonato europeo de Turín, Italia, Kanaeva ya no era gimnasta suplente, sino que participó como segunda gimnasta del equipo detrás de Olga Kapranova. Cuando nadie contaba con ella Kanaeva venció con puntuaciones muy elevadas a la ucraniana Bessonova y la rusa Kapranova proclamándose campeona de Europa con tan solo 18 años. Viner seleccionó entonces a Kanaeva y Kapranova para ser las representantes rusas en las olimpiadas de Pekín.
Kanaeva era la gimnasta más joven de entre todas las finalistas y aun así mostró una gran calma cometiendo pequeñas imprecisiones que no la privaron de ganar el oro. Kanaeva afirmó: " Esta competición es distinta del resto, tienes que concentrarte en ti misma, en los aparatos y en el tapiz. Lo demás no importa. Me dije a mi misma que todo iba a ir bien y que no tenía que preocuparme"." Con esta mentalidad Kanaeva ganó la corona olímpica con una ventaja de 3,50 puntos sobre la segunda clasificada, la bielorrusa Inna Zhukova.

### Temporada 2009
Debido a la implantación del nuevo código de puntuación el estilo de Kanaeva cambió radicalmente en 2009. Como consecuencia, las lesiones y el cansancio hicieron mella en la joven gimnasta. Sin embargo, ello no impidió que Kanaeva ganara 4 medallas de oro en la competición  por aparatos del europeo de Bakú celebrado en mayo de ese año, más el oro conseguido en la competición por equipos. En julio, Kanaeva guardó en su maleta 9 medallas de oro tras finalizar en primera posición en la Universiada y en los World Games. Sus 5 medallas de oro conseguidas en la Universiada permitieron que Rusia fuera la vencedora en el ranking general. Así mismo, fue nombrada "la heroína de los juegos" por la web oficial de la Universiada de Belgrado 2009. 
En septiembre, Kanaeva compitió en el campeonato del mundo celebrado en Mie (Japón) clasificándose en primera posición para todas las finales en las que ganó, en cada una de ellas, la medalla de oro. Sus resultados junto con los de sus compañeras (Olga Kapranova, Daria Kondakova, y Daria Dmitrieva) ayudaron a Rusia a ganar el oro en la competición  por equipos. Así mismo, en la final individual All-Around, Kanaeva batió a todas sus contricantes ganando su sexta medalla de oro con un margen de 0.600 sobre su compatriota Daria Kondakova. Con esta hazaña, Kanaeva batió el récord de la gimnasta individual con más oros ganados en un mundial previamente sustentado por la también gimnasta rusa Oxana Kostina.

### Temporadas 2010 y 2011
En 2010 Kanaeva se mostró un invencible. Ganó todas las competiciones All-Around de todas las copas del mundo y Grand Prix. Además volvió a coronarse como campeona de Europa absoluta. En el campeonato del mundo ganó el oro en la final All-Around, en la final por equipos y en las finlaes de aro y pelota. En cuerda se llevó la medalla de plata al ser superada por su rival rusa Daria Kondakova. Kanaeva no logró clasificarse para la final de cinta debido a un error en la fase de clasificación.
Kanaeva empezó la temporada 2011 compitiendo en el Grand Prix de Moscú donde ganó la final All-Around y todas las finales por aparatos. En la copa del mundo de Pesaro (Italia) finalizó en segundo lugar por detrás de Daria Kondakova. Sin embargo, Kanaeva ganó el resto de competiciones All-Around de todas las copas del mundo y Grand Prix restantes en las que participó. El campeonato europeo de ese año no fue tan brillante como usualmente solían ser para ella. Ganó el oro por equipos y en las finales de aro y cinta. En pelota fue plata por detrás de la bielorrusa Lyubov Charkashyna y quinta en mazas después de dejar caer una de las mazas fuera del tapiz.
En el campeonato del mundo celebrado en Montpellier (Francia), Kaneva batió su propio récord y volvió a ganar todas las medallas de oro posibles: equipos, 4 aparatos y final All-Around.
En el Grand Prix celebrado en Brno (República Checa) Kanaeva batió un nuevo récord. Consiguió la máxima puntuación (30.000) en la final de cinta.
La temporada finalizó con nuevos oros en el Aeon Cup de Japón.
En el ranking FIG de 2011 Kanaeva cayó desde la primera a la quinta posición debido a que no participó en gran parte de las competiciones que otorgan puntos para el ranking internacional.cuando ella ganó el campeonato olímpico de Atenas en el 2011 ganó la excelencia de una medalla de oro.

### Temporada olímpica 2012
Kanaeva empezó la temporada con nuevos ejercicios de aro, pelota y mazas en el grand prix de Moscú. Fue clasificada segunda, detrás de su compatriota Daria Kondakova, sin embargo ganó las finales de aro, mazas y cinta por delante de Kondakova y de la también rusa Daria Dmitrieva.
Posteriormente ganó el grand prix de Thiais; la copa del mundo de Pesaro en la que también ganó las finales de pelota, mazas y aro; fue retirada por enfermedad de la copa del mundo de Penza; volvió al tapiz en la copa del mundo de Sofía, donde ganó a la vigente campeona Daria Kondakova y se llevó el oro en la final de aro y pelota. No se clasificó para la final de cinta porque solamente es posible la clasificación de dos gimnastas por país para las finales. Kondakova y Dmitrieva acabaron por delante, privando a Kanaeva de meterse en la final de cinta. En la copa de Corbeil-Essones se llevó también el oro, quedando por delante de sus dos compatriotas, Daria Dmitrieva y Aleksandra Merkulova.
En el campeonato de Europa de Nizhny Novgorod, Rusia, Kanaeva ganó su tercer título europeo consecutivo. En una entrevista después de la competición dijo: Esta victoria no ha sido fácil, en el futuro he de poner más atención para ejecutar los elementos con más fuerza y precisión. Mis entrenadoras están satisfechas y eso es muy importante. No vivo de la victoria, pero sí de lo que hago".
Kanaeva compitió después en el grand prix de Vorarlberg, Austria, en el que ganó las 6 medallas posibles. Además alcanzó la perfección recibiendo la máxima puntuación, 30,000 puntos con el aro (hazaña que ya había conseguido un año atrás en el grand prix de Brno, República Checa, con la cinta).
En la copa del mundo de Minsk Kanaeva continuó su buena racha en las copas del mundo ganando la clasificación All-Around por delante de Daria Dmitrieva y de la bielorrusa Lyuvob Charkashyna. Además se llevó el oro en todas las finales por aparatos.
En los Juegos Olímpicos de Londres Kanaeva acabó en segundo lugar el primer día de clasificaciones, por detrás de la rusa Daria Dmitrieva debido a un inusual error en su ejercicio de aro, el cual perdió en dos ocasiones. El segundo día de clasificaciones remontó y se clasificó para la final en primera posición con una puntuación total de 116,000.
Durante la final, Kanaeva compitió sin ningún error significante. Fue la única gimnasta que superó los 29 puntos en aro, pelota y mazas, bajando de esta puntuación en el ejercicio de cinta en el que recibió un 28,900. Kanaeva terminó con una puntuación final de 116,900 por delante de Dmitrieva y de la bielorrusa Lyubov Charkashyna quien emocionada recibía la medalla de bronce. Después de ganar su segundo oro olímpico Kanaeva afirmó: " La gimnasia ha sido una parte de mi vida desde que tenía 6 años. No era mi intención ser una leyenda, pero no suena nada mal. Amo la gimnasia y quiero que la gente me recuerde"."

### Dentro y fuera del tapiz

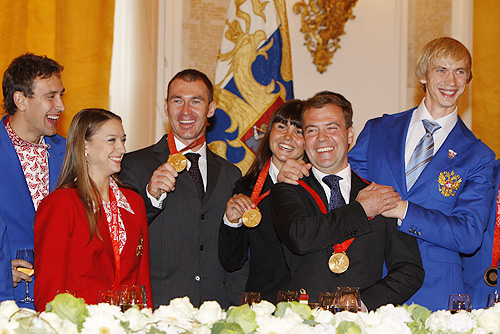
Kanaeva en el Palacio Kremlin después de las Olimpiadas de Pekín.

El éxito de Kanaeva en la gimnasia rítmica no soló ha conseguido ganar la admiración de Rusia y el mundo entero, sino también de su ciudad natal Omsk y de la enorme tradición de esta ciudad en formar grandes gimnastas. La comentarista deportiva y ex gimnasta Lyasan Utiasheva describió a Kanaeva como una mezcla de Kabaeva y Cháshchina. Sin embargo, Kanaeva afirmó no tener ninguna intención de copiar a ninguna gran exgimnasta. Frecuentemente en entrevistas, cuando es preguntada sobre sus éxitos y planes para el futuro, Kanaeva repite que vive solamente en el presente y que cada victoria la motiva para mejorar más en el futuro.
De acuerdo con Arais, Kanaeva siempre aplica el principio "ganador o perdedor" en su vida, lo cual la ha distinguido de otras gimnastas desde sus primeros pasos en este mundo de la rítmica. Para Kanaeva «victoria y derrota, ambas dan lecciones. En la cara de la victoria lo más importante es no sentirse abrumado sino permanecer en la tierra, seguir adelante, trabajar y tomar deleite de la vida. La vida de un deportista no viene solo a través de una sola victoria y un buen deportista es aquel que sabe ganar, pero también sabe cómo perder»
Aunque la habilidad de Kanaeva para seguir las instrucciones de sus entradoras es bien conocida, no tiene ningún inconveniente en mostrar su opinión acerca de sus ejercicios y actuaciones. Año tras año ha ido mostrando sus deseos de aprender nuevos elementos y buscar nuevos estilos. Para Kanaeva la satisfacción en gimnasia rítmica no viene solo de parte de puntuaciones y medallas, sino también de la reacción del público después de su actuación.
Shtelbaums ha afirmado que Kanaeva tiene grandes dotes de entrenadora debido a su gran atención a las jóvenes gimnastas del equipo. Además está matriculada en la Universidad Estatal de la Educación Física y del Deporte de Siberia. Cuando le han preguntado sobre su futuro, Kanaeva siempre ha expresado su deseo de aprender a dibujar y a tocar el piano. También le gustaría aprender nuevos idiomas como el inglés o el español y trabajar en el mundo de la informática. Su madre Svetlana ha dicho que su hija guarda el dinero que gana para su futura educación.
A finales de 2009 Kanaeva recibió el premio al mérito deportivo en Rusia. Irina Cháshchina fue la invitada de honor encargada de entregarle tal premio.
Después de las olimpiadas de Londres 2012 Kanaeva fue una de las medallistas de oro que fue galardonada con una orden de Servicio de la Federación de Rusia al Mérito de la Licenciatura Patria IV. El presidente de la Federación de Rusia Vladímir Putin entregó las ordenanzas y medallas.

## Récords
Grand-Slam Récords
1. Es una de las 3 gimnastas en ganar todos los grand slams junto con Alina Kabáyeva y Ekaterina Serebrianskaya (Juegos Olímpicos, Campeonato del Mundo, Campeonato de Europa, Final de Copa del Mundo y Final de Grand Prix).

XXIX Campeonato del Mundo Mie, Japón 2009
1. Yevgeniya Kanayeva batió un nuevo récord al ganar las 6 medallas de oro posibles. Es la primera gimnasta en la historia que ha sido capaz de conseguir tal resultado en un mundial.

XXXI Campeonato del Mundo, Montpellier, Francia 2011
1. Igualó el récord de Maria Petrova, quien ganó 3 títulos mundiales consecutivos (1993/1994/1995), y el de Maria Gigova (1969/1971/1973).
2. Es la única gimnasta que gana 3 mundiales consecutivos sin compartir el título con ninguna otra gimnasta. Petrova y Gigova compartieron sus respectivos títulos con otras gimnastas.
3. Igualó su propio récord al ganar de nuevo los 6 oros en juego en un mundial.
4. Es la única gimnasta que ha ganado el oro en todos los aparatos. (5 aparatos: cuerda, aro, pelota, mazas, y cinta). Es también la única gimnasta que ha ganado el oro en las 7 categorías individuales de gimnasia rítmica. (All-around, cuerda, aro, pelota, mazas, cinta y competición por equipos).
5. Iguala a Ekaterina Serebrianskaya en pelota: las dos han ganado 3 oros en un mundial.
6. Es la gimnasta con más títulos mundiales de toda la historia: 17

Grand Prix Brno, República Checa 2011
1. El 16 de octubre de 2011 Yevgeniya Kanayeva alcanzó los 30 puntos, consiguiendo la puntuación perfecta de 10 en dificultad, artístico y ejecución en la final de cinta en el Grand Prix Brno 2011, República Checa. Es la primera gimnasta de toda la historia en conseguir la máxima puntuación bajo el sistema de 30 puntos. (Sobre el sistema de 10, son más las que lo han conseguido).

Voralberg Grand Prix, 2012
1. El 30 de junio de 2012, Yevgeniya Kanayeva volvió a alcanzar la máxima puntuación con el aro en la competición all-around, haciendo historia de nuevo, a ser la única en alcanzar el 30 en dos ocasiones.

Récords olímpicos
1. Ha hecho historia, al convertirse en la única gimnasta que gana dos veces el oro olímpico a nivel individual en los Juegos de Pekín y en los de Londres (ha habido gimnastas que han ganado dos oros a nivel de conjunto).[11]
2. Hizo historia en los juegos de Pekín al ser la gimnasta más joven en ganar un oro olímpico a nivel individual (18 años). Sin embargo, en sus segundos juegos se convirtió en la gimnasta de mayor edad en ganar un oro olímpico. (Récord previamente sustentado por Yulia Barsukova quien ganó también con 22 años).

## Vida personal
Yevguenia Kanáyeva nació el 2 de abril de 1990 en la ciudad rusa de Omsk, Siberia. Su madre, Svetlana, fue también gimnasta y coronada con el título "Maestra de los Deportes". Su padre, Oleg Kanáyev, es exluchador y entrenador de lucha greco-romana. Su hermano mayor, Yegor, es también luchador. En junio de 2013, Kanáyeva contrajo matrimonio con el jugador de hockey ruso Ígor Musátov, el cual le propuso matrimonio después de su victoria en Londres. El 19 de marzo de 2014, Yevguenia e Ígor se convirtieron en padres de un niño al que han llamado Vladímir.
Kanáyeva pasaba la mayor parte de su tiempo en el gimnasio, entrenando 6 días a la semana y 8 horas al día. Se pesaba todas las mañanas y seguía una dieta equilibrada sin alimentos que supusieran elevadas calorías. Kanaeva afirmó haber perdido 8 kilos para participar en los Juegos de Londres. En otra entrevista comentó que si no hubiera sido gimnasta le habría gustado bailar de manera profesional: "Me gusta bailar, y esa es una parte esencial en el entrenamiento de toda gimnasta. Me encanta aprender nuevos elementos de baile para incorporarlos a mis ejercicios".

## Músicas

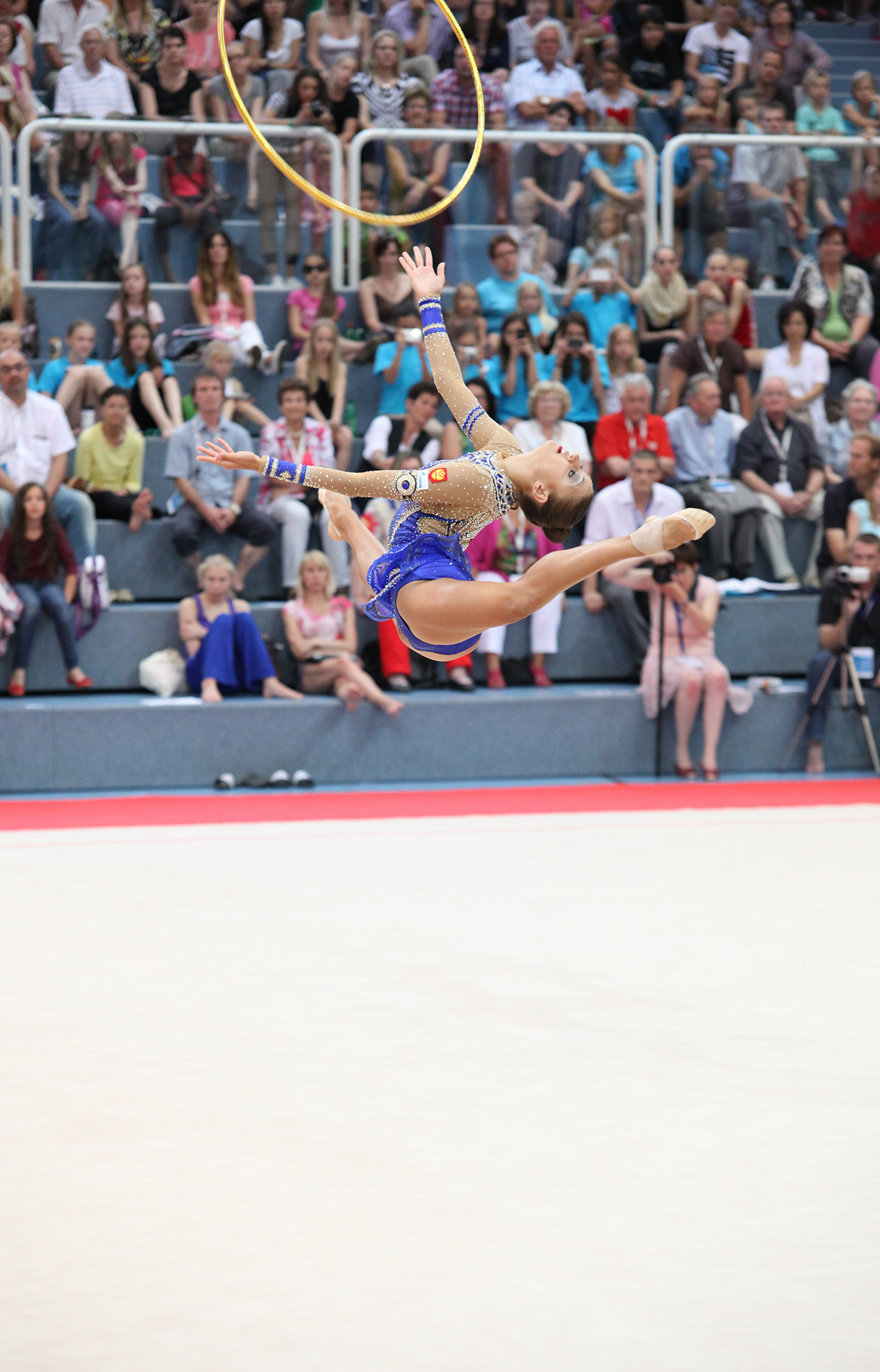
Kanaeva ejecutando un salto durante el ejercicio de aro en el que alcanzó los 30 puntos.

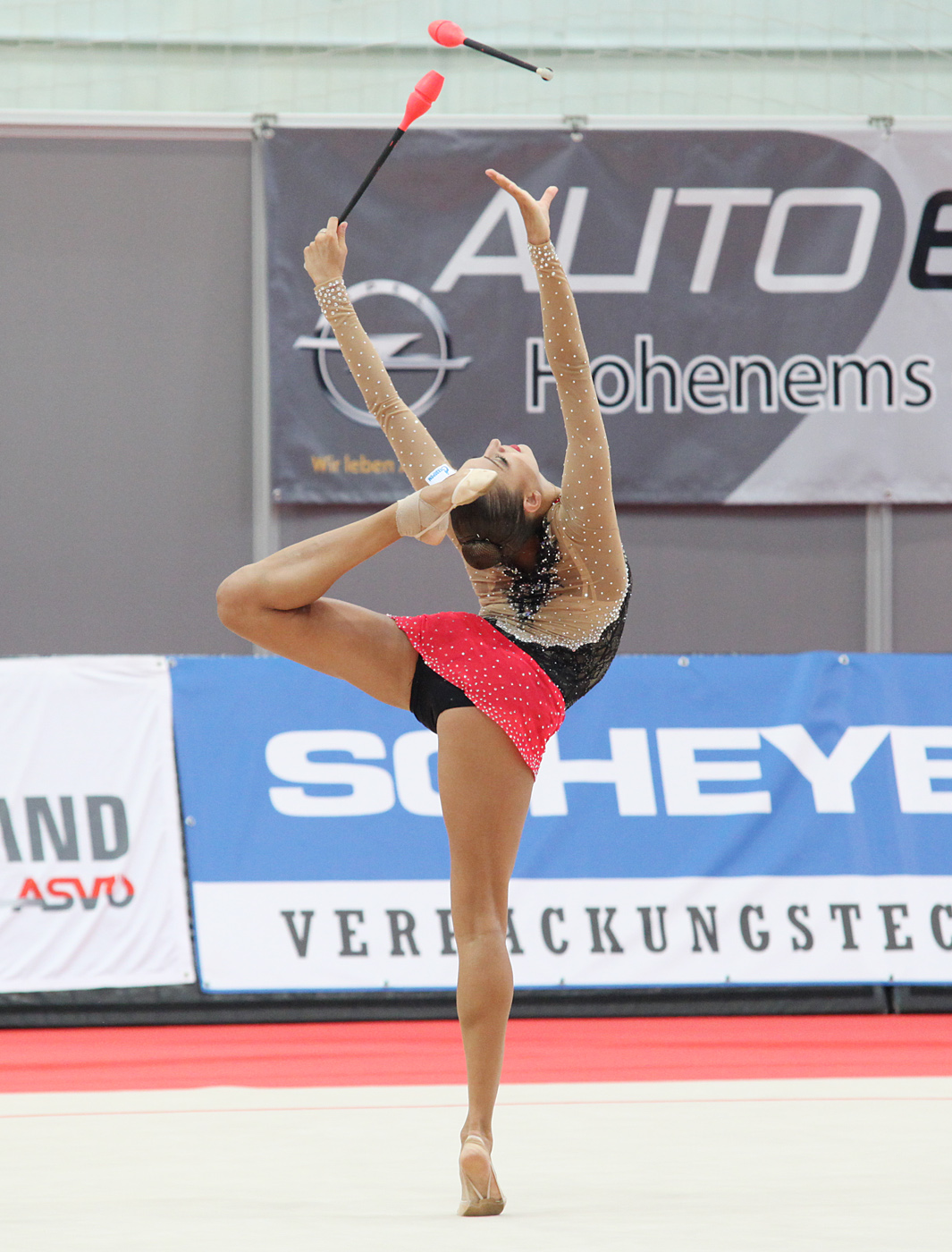
Kanaeva en su ejercicio de mazas del 2012.

| Año  | Aparato                       | Título de la música |
| ---- | ----------------------------- | --- |
| 2003 | Cuerda                        | "Black Cat, White Cat", Goran Bregovic                                                                                           |
| 2003 | Pelota                        | — |
| 2003 | Mazas                         | — |
| 2003 | Cinta                         | "I Wanna Be Like You", Big Bad Voodoo Daddy                                                                                      |
| 2004 | Cuerda                        | "Black Cat, White Cat", Goran Bregovic                                                                                           |
| 2004 | Pelota                        | PC Game Pharaoh OST, mix of jakb+jrj-Hb-sd                                                                                       |
| 2004 | Mazas                         | "Hey Pachuco" (Mask OST), Royal Crown Revue                                                                                      |
| 2004 | Mazas (Aeon Cup)              | — |
| 2004 | Cinta                         | "Bésame Mucho", by Gadjo |
| 2005 | Cuerda                        | "Laissez Moi Me Griser", by Maurice el Mediouni                                                                                  |
| 2005 | Aro                           | "Big Drum, Small World", by Dhol Foundation                                                                                      |
| 2005 | Mazas                         | "Animals", by X-Mode |
| 2005 | Cinta                         | "Bésame Mucho", Gadjo |
| 2006 | Aro                           | "Playing Marilyin Monroe", Oleg Kostrow                                                                                          |
| 2006 | Pelota (primera)              | "Earthsong", Karunesh |
| 2006 | Pelota (segunda)              | "Moonlight Rumba", Gustavo Montesano                                                                                             |
| 2006 | Mazas                         | — |
| 2006 | Cinta                         | "Walls of Akendora", Keiko Matsui                                                                                                |
| 2006 | Gala-manos libres             | "Earthsong", by Karunesh |
| 2007 | Cuerda                        | Ivan Petrovich Larionov |
| 2007 | Aro                           | "La forza del destino", Giuseppe Verdi                                                                                           |
| 2007 | Mazas (primera)               | "Act 1 Largo al factotum", Gioachino Rossini                                                                                     |
| 2007 | Mazas (segunda)               | — |
| 2007 | Cinta                         | "Walls of Akendora", Keiko Matsui                                                                                                |
| 2007 | Gala (CariPrato con Ermakova) | "Song #1", Serebro |
| 2007 | Gala-2 cintas (WCH Patras)    | "Kadril Veselaya", Svetoch |
| 2008 | Cuerda                        | "El Conquistador", Maxime Rodríguez                                                                                              |
| 2008 | Aro                           | "Tristan & Iseult", Maxime Rodríguez                                                                                             |
| 2008 | Mazas en LA Lights            | (misma música que en CariPrato 2007)                                                                                             |
| 2008 | Mazas                         | "Jota Aragonesa", Glinka |
| 2008 | Cinta                         | Vasily Solovyov-Sedoy |
| 2008 | Gala-2 cintas                 | "Kadril Veselaya", Svetoch |
| 2008 | Gala-Otoño                    | "You in My September", Igor Krotoy                                                                                               |
| 2009 | Cuerda (primera)              | "Carmen Suite", Rodión Shchedrin                                                                                                 |
| 2009 | Cuerda (segunda)              | "Kadril Veselaya", Svetoch |
| 2009 | Aro                           | "Fantasia on Russian Folksongs", Antón Arenski                                                                                   |
| 2009 | Pelota (primera)              | "Oventure of Spartacus", Aram Jachaturián                                                                                        |
| 2009 | Pelota (segunda)              | "Concierto de Aranjuez", Joaquín Rodrigo                                                                                         |
| 2009 | Cinta                         | "Padam, padam...", Édith Piaf |
| 2009 | Gala-Otoño                    | "You in My September", by Igor Krotoy                                                                                            |
| 2009 | Gala (WCH Mie)                | Basement Jaxx |
| 2010 | Cuerda (primera)              | "Pigalle (Interlude)", Patricia Kaas                                                                                             |
| 2010 | Cuerda (segunda)              | Smuglyanka Moldovanka |
| 2010 | Aro                           | "The Rite of Spring", ïgor Stravinski                                                                                            |
| 2010 | Pelota                        | "Mix of Loss and Decision", Zbigniew Preisner                                                                                    |
| 2010 | Cinta                         | — |
| 2010 | Gala en GP Thiais             | "Notre Dame de Paris" (musical)                                                                                                  |
| 2010 | Gala en EC Bremen             | "Oblivion", Astor Piazzolla |
| 2010 | Gala en WCH Moscow            | "Who Wants to Live Forever", Queen, Sarah Brightman version                                                                      |
| 2011 | Aro                           | "L'Ete Indien", Joe Dassin |
| 2011 | Pelota (primera)              | "Picture of Dorian Gray", Charlie Mole; "Catch the Falling Sky", Immediate Music                                                 |
| 2011 | Pelota (segunda)              | "Elegy in E-Flat Minor", Serguéi Rajmáninov                                                                                      |
| 2011 | Mzas                          | "Bolero", Maurice Ravel |
| 2011 | Cinta                         | Frédéric Chopin |
| 2011 | Gala en EC Minsk              | "You Lost Me", Christina Aguilera                                                                                                |
| 2012 | Aro (primera)                 | "Liebestraum", Franz Liszt |
| 2012 | Aro (segunda)                 | "Egypt Is Yours For Only One Day" (Cleopatra OST), "To Speed You On Your Way", "In The Eyes Of The Gods We Are One" Trevor Jones |
| 2012 | Aro (tercera)                 | "The Rite of Spring", by Igor Stravinsky                                                                                         |
| 2012 | Pelota (primera)              | Sleuth OST, Patrick Doyle |
| 2012 | Pelota (segunda)              | "Concerto (Ballet)" (Les Demoiselles de Rochefort OST), Michel Legrand                                                           |
| 2012 | Mazas                         | "Poeta (remix)", original by Vincente Amigo, remix by Maxime Rodríguez                                                           |
| 2012 | Cinta                         | "Fantasie Impromptu No 66", Frédéric Chopin                                                                                      |
| 2012 | Gala en EC Nizhny Novgorod    | "L-O-V-E", Joss Stone (original de Nat King Cole)                                                                                |